# Daniel Killer
Daniel Pedro Killer (ur. 21 grudnia 1949 w Rosario w prowincji Santa Fe) – argentyński piłkarz. Podczas kariery grał na pozycji obrońcy.
Killer rozpoczynał swoją karierę w 1970 roku, kiedy to został piłkarzem Rosario Central. Przez 6 lat gry wystąpił w 185 meczach i zdobył 18 bramek. Zdobył również z Rosario dwa tytuły mistrza Argentyny, które były jego jedynymi sukcesami w karierze klubowej. Od 1977, przez rok Killer grał dla Racing Club, w którym zagrał 77 razy i zdobył 4 gole. Od sezonu 1979 zdecydował się na przejście do Newell’s Old Boys, gdzie grał przez 2 lata. W barwach tego klubu ma na swoim koncie 117 występów i trzy bramki. W latach 1982–1983 Killer był piłkarzem klubu Vélez Sársfield i rozegrał tam 30 spotkań. W 1984 Killer zdecydował się na przejście do kolumbijskiego klubu - Atlético Bucaramanga. Nie zagrał tam jednak ani jednego meczu, co spowodowało, że jeszcze w tym samym roku Daniel Killer został zawodnikiem Estudiantes La Plata. Jednak i tam nie grał zbyt wiele (4 mecze), toteż po raz kolejny zmienił klub - tym razem na Unión Santa Fe. Przez dwa lata Killer rozegrał tam 45 meczów i zdobył jedną bramkę. W 1986 roku został piłkarzem Argentino Rosario, nie rozegrał tam jednak żadnego meczu i rok później zakończył karierę.
Daniel Killer był również reprezentantem Argentyny. Wystąpił z nią na mistrzostwach świata 1978, na którym Argentyńczycy zwyciężyli.